# Tajna nečiste krvi
Tajna nečiste krvi je srbska televizijska serija, ki je bila prvič predvajana na beograjski televiziji Happy TV, med 1. in 13. januarjem leta 2012.  Zgodba serije je posneta po romanu Bora Stankovića, serija pa je sestavljena iz filmskih materialov, ki so bili posneti v obdobju 1991-1993. 
Serija je v Srbiji dosegla veliko gledanost, predvsem zaradi prvič objavljenih posnetkov filmskega debija srbske pevke Svetlane Ražnatović- Cece, ki je igrala vlogo Koštane.  
Serija vsebuje trinajst epizod. 

## Igralska zasedba
- Svetlana Ražnatović Ceca kot Koštana
- Petar Božović kot Patrijarh Dimitrije
- Kiril Hristov kot mladi Patrijarh Dimitrije
- Maja Stojanović kot Sofka
- Ružica Sokić kot Sofka v starosti
- Rade Šerbedžija kot gazda Marko
- Meto Jovanovski kot Agim
- Ljuba Tadić kot Efendi Mito
- Filip Gajić kot odrasli Tomča
- Bogoljub Petrović kot Boban Petrović
- Dobrivoje Stančić kot Agimov sin

## Naslovi posameznih epizod
| Zap.štev. | Datum predvajanja | Naslov epizode                  |
| --------- | ----------------- | ------------------------------- |
| 1.        | 1. januar 2012    | Božiji ljudi                    |
| 2.        | 2. januar 2012    | Srbija se budi                  |
| 3.        | 3. januar 2012    | Sofkini preci                   |
| 4.        | 4. januar 2012    | Marko i Agim                    |
| 5.        | 5. januar 2012    | Učitelj                         |
| 6.        | 6. januar 2012    | Početak propadanja              |
| 7.        | 7. januar 2012    | Suze                            |
| 8.        | 8. januar 2012    | Svadba kod Efendi Mite          |
| 9.        | 9. januar 2012    | Svadba kod Marka                |
| 10.       | 10. januar 2012   | Sumorno jutro                   |
| 11.       | 11. januar 2012   | Prepuštanje sudbini ili ljubavi |
| 12.       | 12. januar 2012   | Sofka i Tomče                   |
| 13.       | 13. januar 2012   | Nečista krv                     |

## Zgodovina filma in serije
Film Nečista krv so v nepopolni različici prvič prikazali leta 1997, po štirinajstih letih pa je režiser Stojan Stojčić v serijo vključil tudi prizore s srbsko folk-pop turbofolk pevko Svetlano Ražnatović- Ceco. 
Prizore s Ceco je po navedbah nekaterih medijev leta 1993 prepovedal pevkin pokojni mož Željko Ražnatović Arkan. 

## Ostale informacije
- Scenarist: Stojan Stojčić
- Sodelavca na scenariju: Slaven Radovanović in Ivana Kosanović
- Kostumi: Emilija Kovačević
- Direktori fotografije: Vladan Banović, Andrej čertov, Milan Spasić, Branislav Pelinović
- Pevci: Svetlana Ražnatović - Ceca, Rade Šerbedžija in Šaban Bajramović
- Montaža: Olga Obradov in Živko Gavrilović